# Section capitale Sifontes
Pour les articles homonymes, voir Sifontes (homonymie).
Section capitale Sifontes (Sección Capital Sifontes, en espagnol) est l'une des trois divisions territoriales de la municipalité de Sifontes dans l'État de Bolívar au Venezuela. La législation vénézuélienne accorde le titre de Sección Capital en espagnol, ou « section capitale » en français, à certains des territoires où se situe le chef-lieu de la municipalité plutôt que celui de paroisse civile. Les deux autres divisions territoriales de la municipalité sont les paroisses civiles de Dalla Costa et San Isidro. Sa capitale est Tumeremo, chef-lieu de la municipalité.

## Géographie

### Démographie
Hormis sa capitale Tumeremo, chef-lieu de la municipalité divisé en plusieurs quartiers, la division territoriale et statistique de Section capitale Sifontes abrite plusieurs localités dont :
- El Orégano
- La Flecha de Sifontes
- La Justa
- La Tirita
- La Tranquera
- Laguna Larga
- Paisolandia
- Parcelamiento La Plata
- Potracal
  - Potracal del Este
  - Potracal del Oeste
- Quebrada Honda
- San José de Anacoco
- Santa Bábrara
- Santa Teresita
- Tumeremo
  - Agua Fria
  - Chimborazo-Andinita
  - Dalla Costa-Roscio
  - El Corozo
  - José Antonio Páez
  - José Gregorio Hernández
  - Junín
  - La Frontera
  - La Manga
  - Las Tejas
  - Lomas de Tumeremo
  - Negro Primero
  - San Isidro
  - Sifontes